# Multidisziplinarität
Unter Multidisziplinarität (auch: Pluridisziplinarität) versteht man die nebenläufige Bearbeitung einer wissenschaftlichen Fragestellung oder Untersuchung eines Forschungsobjekts durch Wissenschaftler voneinander unabhängiger Fachbereiche, wobei zwischen den Disziplinen kein nennenswerterer methodischer, terminologischer oder konzeptioneller Austausch stattfindet.
Im Unterschied zur Trans- und Interdisziplinarität wird also weder eine einheitliche konzeptionelle Rahmenstruktur aufgebaut, noch erfolgt die Erarbeitung gemeinsamer Lösungsstrategien, sondern jede Disziplin definiert und bearbeitet ihre Problemstellung weitgehend isoliert. Eine Synthese erfolgt lediglich additiv, durch Zusammenführung der jeweils getrennt erzielten Ergebnisse. Dem Muster nebeneinander planen – nebeneinander handeln folgend, stellt Multidisziplinarität somit die schwächste Form der inhaltlichen Kooperation bei fachübergreifender Arbeit dar. 
Die Eignung des multidisziplinären Ansatzes ist von der jeweiligen Problemstellung abhängig: Können Teilaspekte des Problems vergleichsweise klar abgegrenzt und den beteiligten Disziplinen zugeordnet werden, profitiert man von der Expertise der Spezialisten und ihrer Fokussierung auf den entsprechenden Teilbereich. Lässt sich dagegen eine solche Abgrenzung nur unzureichend durchführen, ist eine weitergehende Kooperation, die einen konzeptionellen und methodischen Austausch beinhaltet, meist sinnvoller.